# Lithophaga lithophaga
Il dattero di mare (Lithophaga lithophaga) è un mollusco bivalve della famiglia Mytilidae.

## Descrizione
Si insedia all'interno di rocce calcaree o conchiglie più grosse corrodendole mediante delle secrezioni acide che secerne da apposite ghiandole. La sua crescita è estremamente lenta, e per raggiungere la lunghezza di 5 cm, sono necessari dai 15 ai 35 anni.

## Pesca
Il suo consumo, la detenzione, il commercio e la pesca sono vietati in tutti gli stati dell'Unione europea ai sensi dell'art. 8 del Regolamento (CE) 1967/2006. In Italia, già il DM 16 ottobre 1998 vietava tutte queste attività: "… Considerato che gli istituti scientifici incaricati di effettuare studi in materia hanno evidenziato che le attività di pesca della L. lithophaga e del Pholas dactylus (dattero bianco) provoca alterazione ai fondali rocciosi con distruzione di biocenosi;…Decreta:
1. Il divieto di raccolta di molluschi litofagi con l'impiego di martelli pneumatici o di altri attrezzi a percussione, stabilito dal regolamento CE 1626/94 del 27 giugno 1994, è esteso, in tutte le coste italiane, con il divieto di pesca del dattero di mare e del dattero bianco con qualsiasi attrezzo.
2. È prorogato al 30/9/2007 il divieto di detenzione e commercio del dattero di mare e del dattero bianco di cui al DM 26 settembre 1996, in quanto per la loro pesca vengono seriamente danneggiate le costiere calcaree[1], tra le quali quelle della penisola sorrentina e del golfo della Spezia."

Tuttavia, in alcuni casi la pesca di frodo continua ad essere praticata. Per soddisfare la richiesta di questo prodotto da parte di coloro che lo apprezzano dal punto di vista gastronomico, si stanno tentando diversi progetti di allevamento, in cui i datteri verranno messi a dimorare in appositi blocchi di cemento, la cui distruzione al momento della raccolta non causerà alcun danno ecologico o paesaggistico.